# Mimí Ardú
Mimí Ardú (Río Cuarto, Córdoba; 28 de febrero de 1956) es una actriz argentina.

## Carrera
A los quince años se recibió de Profesora de piano. Ese mismo año, obtuvo su primer trabajo en un Instituto de Ingreso a Filosofía y Letras como administrativa y ayuda escolar de alumnos de escuela primaria. Terminó sus estudios secundarios en el Liceo Nacional de Señoritas Nro. 12 de Caballito. Estudió baile con Noemí Coelho y actuación con Carlos Gandolfo en Argentina y con León Escobar en México. Cantó con Mabel Moreno en Argentina y con David Soule Zendejas en México. Durante el verano de 1979-1980, se presenta en Mar del Plata, donde tuvo gran éxito, razón por la cual es convocada para reemplazar a Reina Reech en la comedia Enredos de alcoba, en el Teatro Provincial marplatense.
Desde entonces actúa asiduamente en teatro y televisión, formando parte de elencos de telenovelas y programas de gran audiencia.

## Televisión
- Antonella (1992) ...Raquel Cornejo Mejía
- Son de diez (1992)
- Casi todo, casi nada (1993)
- Cara bonita (1994)
- Chiquititas (1996)
- De corazón (1997)
- Socios y más (1997) Selva
- Verano del 98 (1998)
- Hospital público (2003) ...Marikena Volpe
- La pandilla del sol  (2003)
- Sueños acribillados (2003)
- Un culebrón mexicano (2003)
- Sangre fría (2004)
- Los pensionados (2004)
- Criminal (2005)
- Se dice amor (2005) ...Elena Suárez
- Mujeres asesinas (2006) ...Ana
- La congeladora (2007)
- Mujeres elefante (2007)
- Posdata (2007)
- Patito feo (2008) ...Susana
- Contra las cuerdas (2010)...Beba
- Proyecto aluvión (2011)
- Dulce amor (2013) ...Ofelia Molina
- Somos familia (2014) ...Elsa (Participación)
- Ahí afuera (2016) ... Esther (Participación)
- Campanas en la noche (2019) ... Guadalupe Iraola
- Argentina, tierra de amor y venganza (2023)
- Envidiosa (2024) ... Silvia (Participación)

## Cine
- Las muñecas que hacen ¡pum! (1979)
- Comandos azules en acción 1980)
- Sucedió en el internado (1985)
- Seguridad personal (1985)
- El bonaerense (2002) ...Mabel
- Lo bueno de los otros (2004)
- Un año sin amor (2004) ...Tía
- Vereda tropical (2004)Kari Kerr
- La demolición (2005)
- El pasado (2006) ...Nancy
- El partener (2007)
- El destino (2007) ...María
- Mujeres elefante (2007)
- Dos amigos y un ladrón (2008) ...Tarotista
- Franzie (2009) ...Franzie
- ¡Me robaron el papel picado! (2009)
- La plegaria del vidente (2011) ...Dra. Kessel
- Hermanitos del fin del mundo (2011) ...Profesora Perkins
- Derecho de piso (2013) ...Elena (mamá)
- Libre de sospecha (2013)
- La Salada (2014) ...Madre
- Angelita, la doctora (2016)
- Paredón, paredón (2018)
- Hojas verdes de otoño (2019)
- Bailar la sangre (2019)
- Humo bajo el agua (2023)

## Teatro
- Erase una vez en Buenos Aires (1976)
- Enredos de alcoba (1979)
- Violines y trompetas (1980)
- Los años locos del Tabarís (1980)
- Lo que mata es la humedad (1981)
- Engañemos a mi mujer (1982)
- Greta Garbo, quien diría que está bien y vive en Barrancas (1985)
- Tributo (1985/6)
- Dame el sí mon amour (1999)
- Mi suegra esta loca, loca... (2000)
- El tenor (2008)
- Soñar en Boedo(2009)
- Soñar en Boedo (2010)
- Argentinien (2012) Teatro Nacional Cervantes
- La casa de Bernarda Alba (2013-2016) gira nacional, Teatro Regina, Teatro Lido
- Falladas (2017) Gira Nacional

## Premios
| Premio                 | Categoría                                         | Año  |
| ---------------------- | ------------------------------------------------- | ---- |
| Premio Cóndor de Plata | Revelación                                        | 2002 |
| Premio Clarín          | Revelación Femenina en Cine                       | 2002 |
| Premio Martín Fierro   | Actriz de reparto                                 | 2003 |
| Premio Estrella De Mar | Nominada Mejor Actriz, por la obra Soñar en Boedo | 2010 |